# Самаридис, Георгиос
Георгиос Самаридис (греч.  Γεώργιος Σαμαρίδης), известный также под партизанским псевдонимом капитан Логофетис (греч.  Λογοθέτης, Лесбос 1911 — Смоликас 1949) — греческий офицер и коммунист, начальник штабов 1-й и 2-й дивизий  Народно-освободительной армии Греции  (ЭЛАС) в годы Второй мировой войны, штабист генштаба Демократической армии Греции и начальник штаба дивизии Западной Македонии в годы Гражданской войны в Греции.

## Молодость
Георгиос Самаридис родился 21 января 1911 года в селе Полихнитос острова Лесбос, в многодетной семье.
По завершении школы и гимназии на своём родном острове в 1928 году поступил в Военное училище эвэлпидов, которое окончил в 1932 году в звании младшего лейтенанта пехоты.
В силу исключительных результатов в своей учёбе, был оставлен в училище в качестве преподавателя тактики.
В 1935 году принял участие в неудачной попытке переворота сторонников Венизелоса, в результате чего был изгнан из армии.
Вернулся в действующую армию с началом греко-итальянской войны в октябре 1940 года, в которой принял участие в звании лейтенанта.
Командуя артиллерийской батарей, получил звание капитана.

## Национальное Сопротивление
С началом тройной, германо-итало-болгарской, оккупации Греции, вступил в  Народно-освободительную армию Греции  (ЭЛАС), где получил псевдоним «Логофет» («Λογοθέτης»).
Первоначально был назначен начальником штаба 1-й дивизии ЭЛАС в Фессалии, после чего был переведен на ту же должность во 2-ю дивизию Аттики и Беотии:757, где оставался до освобождения страны.

## Гражданская война
В 1945 году, в силу своего участия в ЭЛАС, был зачислен в категорию Β' (неблагонадёжных офицеров) и был сослан первоначально на остров Фолегандрос, а затем на остров Наксос.
В апреле 1947 года, вместе с другими 11 сосланными офицерами ЭЛАС, совершил впечатляющий побег с Наксоса.
Вступив в Демократическую армию Греции (ДСЭ) получил звание майора.
28 декабря 1947 года был повышен в звание полковника пехоты.
Был назначен штабистом в генштаб Демократической армии, после чего был переведен на должности начальника штаба дивизии Западной Македонии и преподавателя офицерского училища при генштабе (ΣΑΓΑ).
После сражения за город Флорина, офицерская школа была преобразована в бригаду, которая в апреле-мае 1949 года приняла участие в успешной операции по повторному занятию гор Граммос.
В ходе этой операции, Георгиос Самаридис погиб 13 апреля 1949 года в регионе горы Смоликас, подорвавшись на мине.
Временное демократическое правительство Греции присвоило ему посмертно звание генерал-майора.